# Carmen Barth
Carmine R. „Carmen“ Barth (* 13. September 1912 in Cleveland; † 18. September 1985 in Avon Lake) war ein US-amerikanischer Boxer und Olympiasieger im Mittelgewicht von 1932.

## Werdegang
Carmen Barth vertrat sein Heimatland neben Lou Salica (Fliegengewicht), Joseph Lang (Bantamgewicht), John Hines (Federgewicht), Nathan Bor (Leichtgewicht), John Miler (Halbschwergewicht) und Frederick Feary (Schwergewicht), bei den 10. Olympischen Sommerspielen 1932 in Los Angeles. Obwohl Barth zuvor keine nationale Meisterschaft gewonnen hatte, erkämpfte er mit Siegen gegen Manuel Cruz aus Mexiko, Ernest Peirce aus Südafrika und Amado Azar aus Argentinien die Goldmedaille im Mittelgewicht.
Seine Profikarriere begann nach den Olympischen Spielen und dauerte bis März 1941 an. Er bestritt 63 Kämpfe, darunter 44 Siege und 4 Unentschieden. Am 19. Februar 1938 boxte er in Cleveland um die Weltmeisterschaft gegen Freddie Steele (Bilanz: 123 Siege – 3 Niederlagen), verlor jedoch durch t.K.o. in der siebenten Runde. 1942 wurde er zur United States Navy eingezogen und beendete seine Boxkarriere.